# José Carlos de Oliveira (Regisseur)
José Carlos Pereira Martins de Oliveira (* 16. Juni 1951 in Lissabon) ist ein portugiesischer Filmregisseur, Drehbuchautor, Filmproduzent und Kameramann.

## Leben
Von 1970 bis 1972 studierte er Fotografie am IADE (Instituto de Artes Visuais, Design e Marketing) in Lissabon. Nachdem er im Anschluss Film in London studierte, belegte er Lehrgänge in Film und Fernsehen bei den kartografischen Diensten des portugiesischen Heeres, dem Exército Português, innerhalb der Portugiesischen Streitkräfte. Ab 1973 arbeitete er als Werbefilmer. Bis zum Ende der 1980er Jahre dreht er in dieser Funktion vor allem Werbespots, Dokumentarfilme für die Industrie, und Lehrfilme.
1992  wechselte er erstmals zum Spielfilmgenre, als er für das Fernsehen TV-Serien drehte. 1997 führte er erstmals für einen abendfüllenden Spielfilm Regie.
Mit Quero Ser Uma Estrela drehte er 2010, nach Preto e Branco 2003 und Um Rio 2005, bereits seinen dritten Film in Mosambik.

## Filmografie
- 1976: Madeira
- 1992: Os melhores Anos (TV-Serie)
- 1992: O Quadro Roubado (TV-Serie)
- 1994: O Rosto da Europa (TV-Serie, auch Drehbuch, Kamera und Produzent)
- 1997: Inês de Portugal (auch Drehbuch, Kamera, Schnitt und Produzent)
- 1999: O Dragão de Fumo (TV-Serie, auch Drehbuch und Produzent)
- 2000: O Crime ao Pé do Resto do Mundo (auch Drehbuch)
- 2002: O Crime ... (TV-Serie, auch Drehbuch, Kamera, und Produzent)
- 2003: Preto E Branco (auch Drehbuch, Kamera, und Produzent)
- 2005: Um Rio [Um Rio Chamado Tempo, uma Casa Chamada Terra] (auch Drehbuch und Kamera)
- 2009: No Dia Em Que ... (TV-Serie, auch Drehbuch)
- 2010: Quero Ser Uma Estrela (auch Drehbuch und Kamera)
- 2021: O Sítio da Mulher Morta (Fernsehfilm, auch Drehbuch und Schnitt)